# Daniel Barjolin
Daniel Barjolin, né le 27 avril 1938 à Ruffec (Charente) et mort le 23 septembre 2024 à Bergerac (Dordogne), est un coureur cycliste français essentiellement actif dans les années 1960 et 1970.

## Biographie
Daniel Barjolin est le fils de Louis Barjolin, cycliste professionnel durant les années 1930. 
Il commence sa carrière dans le monde du vélo en 1955, à l'âge de dix-sept ans. Ancienne figure du cyclisme amateur français, son palmarès compte 732 victoires,. 
Après sa carrière de haut niveau chez les amateurs, Daniel Barjolin continue à faire des compétitions en tant que partenaire de non-voyants sur tandem.
Il fête son jubilé de coureur en 2005 à Miramont-de-Guyenne, ainsi que le rapporte un article de la Dépêche du Midi du 16 novembre 2005.
Daniel Barjolin meurt le 23 septembre 2024 à Bergerac à l'âge de 86 ans,.

## Palmarès
- 1957
  - Circuit de Terrebourg
- 1962
  - 2e du Circuit des Ardennes
- 1965
  - 1re étape du Tour de Corrèze
  - 2e de la Polymultipliée lyonnaise
- 1966
  - Une étape du Tour du Béarn
  - 3e du Grand Prix de Montamisé
  - 3e du Tour du Béarn
- 1967
  - Grand Prix de Saint-Bonnet-Briance
  - Une étape du Tour du Béarn
  - 2e du Grand Prix d'Oradour-sur-Vayres
  - 3e du Circuit du Cantal
- 1969
  - 3e du Tour du Béarn
- 1970
  - Champion du Poitou sur route
  - Tour du Béarn
  - 2e du championnat de France du contre-la-montre par équipes
- 1971
  - Grand Prix d'Oradour-sur-Vayres
  - 3e du Grand Prix des Fêtes de Coux-et-Bigaroque
- 1972
  - 3e du Prix Albert-Gagnet
- 1974
  - Grand Prix d'Oradour-sur-Vayres
  - Grand Prix de la Tomate
  - 2e du Grand Prix des Fêtes de Coux-et-Bigaroque
- 1975
  - 2e du Tour de Gironde
  - 3e du Grand Prix d'Oradour-sur-Vayres
- 1976
  - Grand Prix des Fêtes de Coux-et-Bigaroque
  - Grand Prix de Monpazier
  - Grand Prix de la Tomate
- 1977
  - Tour de Gironde :
    - Classement général
    - Une étape